# Goddert

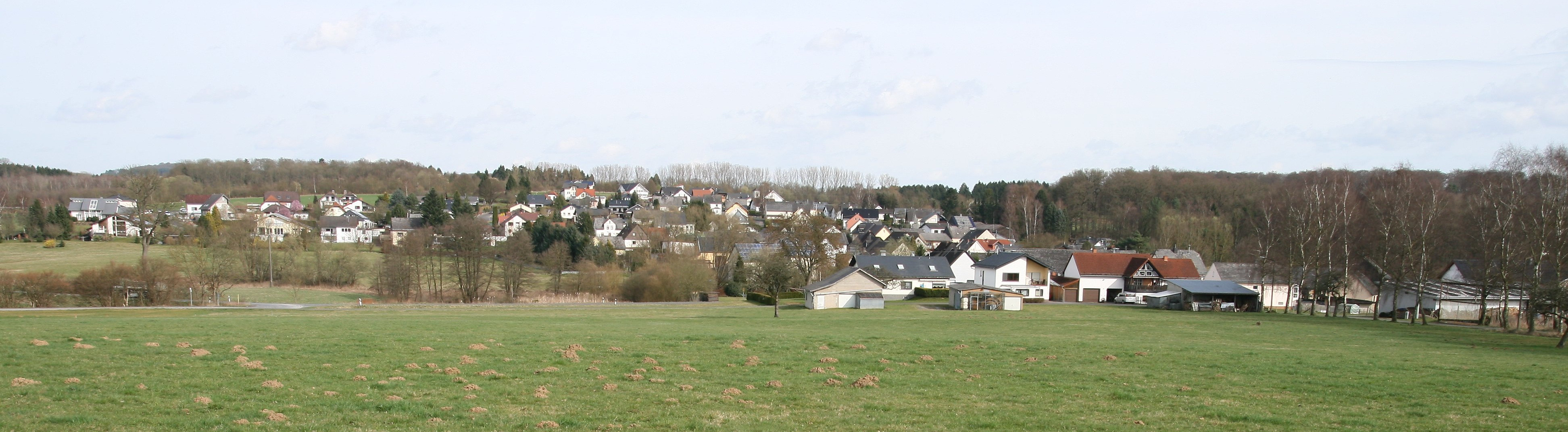
Blick über Goddert

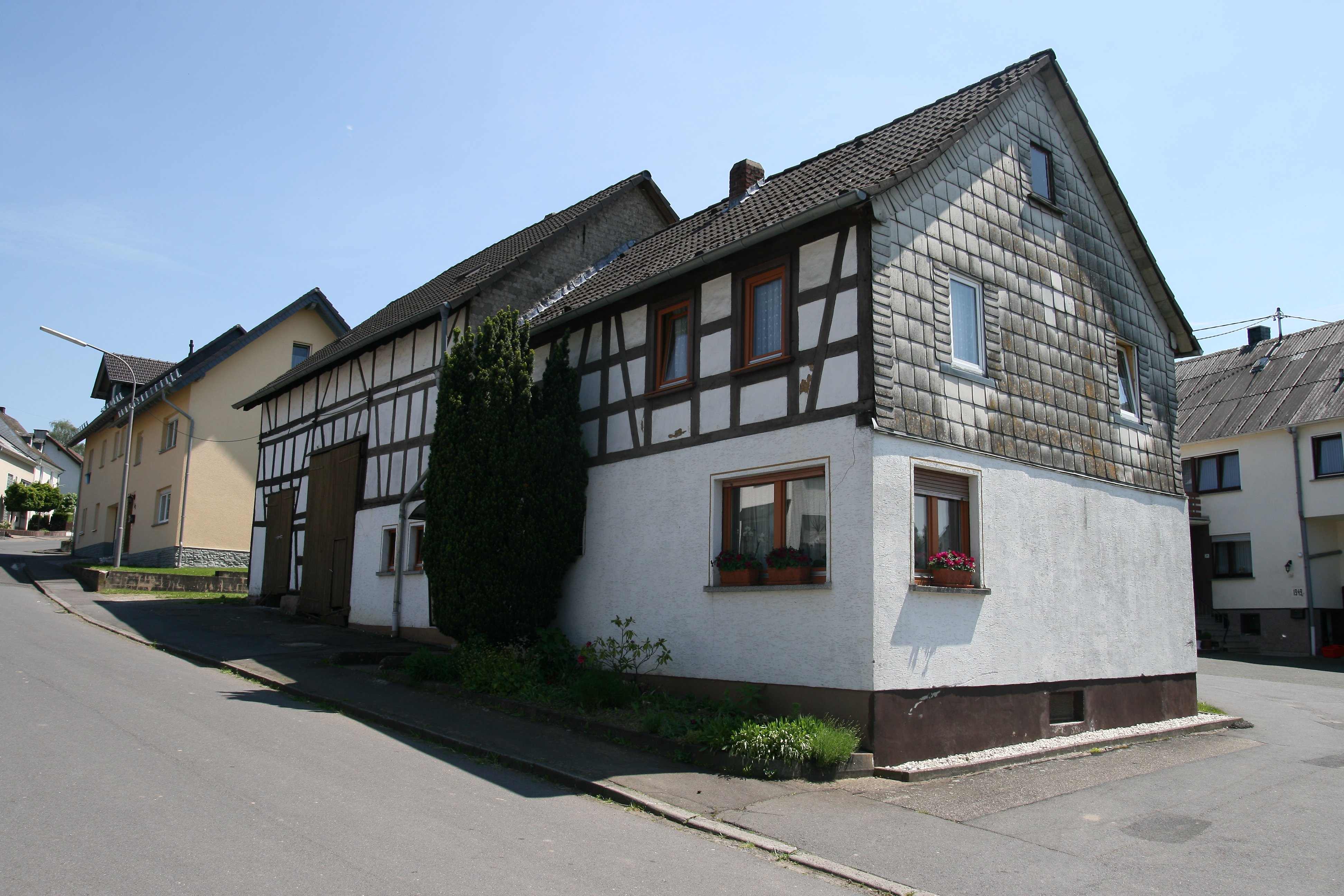
Fachwerkstreckhof in Goddert

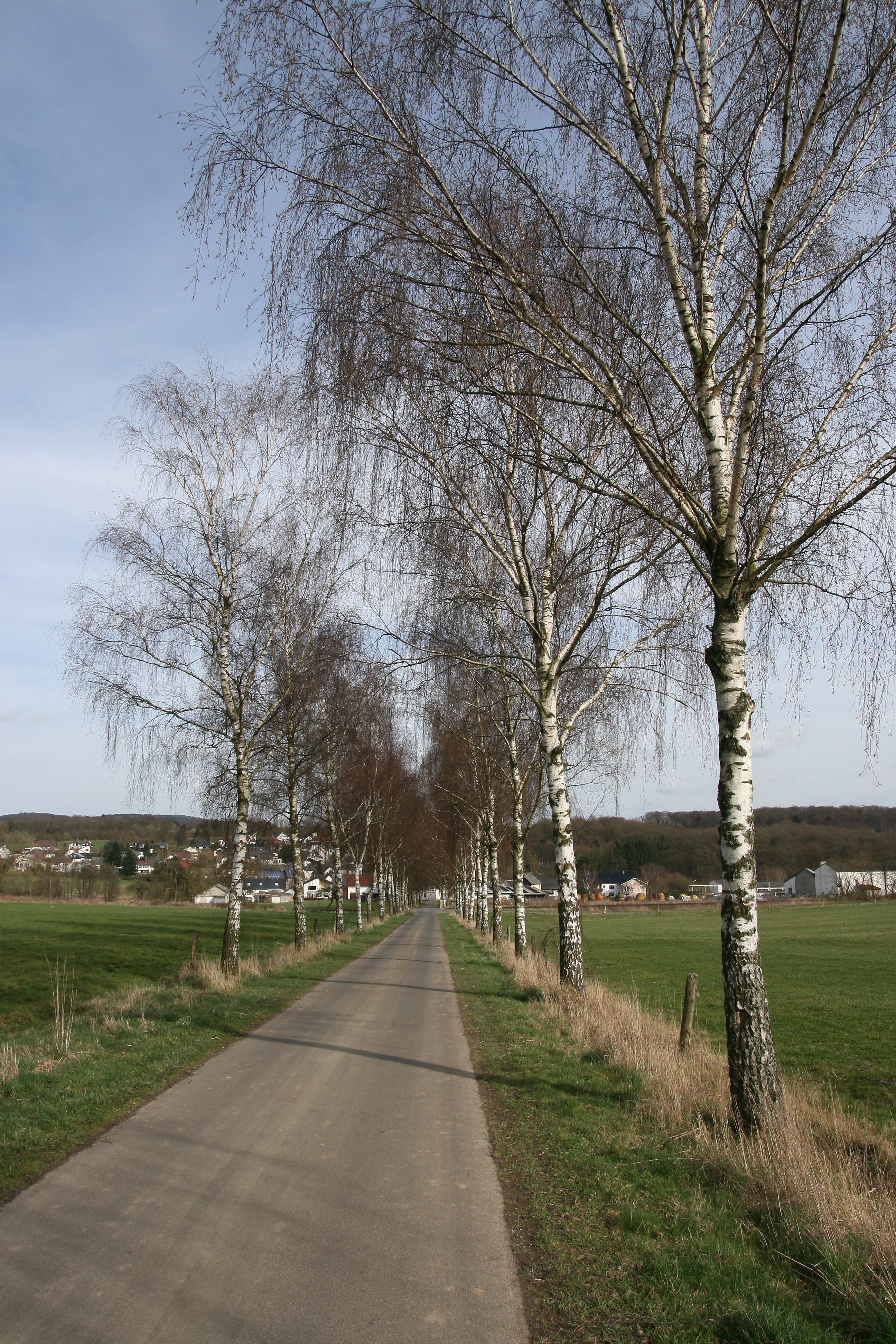
Birkenallee am Weg nach Marienrachdorf

Goddert (mundartlich: Gorert) ist eine Ortsgemeinde im Westerwaldkreis in Rheinland-Pfalz. Sie gehört der Verbandsgemeinde Selters (Westerwald) an.

## Geographische Lage
Die ländliche Wohngemeinde Goddert liegt drei Kilometer nördlich von Selters im Zentrum des Westerwalds.

## Geschichte
Goddert wurde im Jahre 1476 erstmals unter dem Namen Gonderode und Goderoth urkundlich erwähnt.
Bevölkerungsentwicklung
Die Entwicklung der Einwohnerzahl von Goddert, die Werte von 1871 bis 1987 beruhen auf Volkszählungen:
| Jahr | Einwohner |
| ---- | --------- |
| 1815 | 121       |
| 1835 | 138       |
| 1871 | 158       |
| 1905 | 155       |
| 1939 | 157       |
| 1950 | 220       |
| 1961 | 208       |

| Jahr | Einwohner |
| ---- | --------- |
| 1970 | 259       |
| 1987 | 303       |
| 1997 | 409       |
| 2005 | 438       |
| 2011 | 417       |
| 2017 | 442       |
| 2023 | 446       |

## Politik

### Gemeinderat
Der Gemeinderat in Goddert besteht aus acht Ratsmitgliedern, die bei der Kommunalwahl am 9. Juni 2024 in einer Mehrheitswahl gewählt wurden, und dem ehrenamtlichen Ortsbürgermeister als Vorsitzendem.
Die Sitzverteilung im Gemeinderat:
| Wahl | GRÜNE             | WGR               | Gesamt  |
| ---- | ----------------- | ----------------- | ------- |
| 2024 | per Mehrheitswahl | per Mehrheitswahl | 8 Sitze |
| 2019 | 2                 | 6                 | 8 Sitze |
| 2014 | 1                 | 7                 | 8 Sitze |
| 2009 | 1                 | 7                 | 8 Sitze |
| 2004 | 1                 | 7                 | 8 Sitze |

### Bürgermeister
Kai Kohlenberg wurde bei der Direktwahl am 9. Juni 2024 zum Ortsbürgermeister von Goddert gewählt. Er trat ohne Gegenkandidaten an und erhielt 71,3 % der Stimmen.
Im August 2018 wurde Peter Aller vom Gemeinderat ernannt. Er wurde bei den Kommunalwahlen 2019 mit 80,21 Prozent im Amt bestätigt.
Allers Vorgänger Karl-Heinz Kohlenberg hatte das Amt 24 Jahre ausgeübt, bevor er es aus gesundheitlichen Gründen niederlegte.

### Wappen
| Wappen von Goddert | Blasonierung: „In Gold eine blaue Spitze, darin ein goldener schreitender Löwe, rechts ein grüner Eichenzweig mit drei Blättern und einer Eichel, links drei grüne Kornähren.“ |
| Wappen von Goddert | |

## Verkehr
- Nordwestlich der Gemeinde verläuft die B 413 die von Bendorf nach Hachenburg führt.
- Die nächste Autobahnanschlussstelle ist Ransbach-Baumbach an der A 3.
- Der ehemalige Bedarfshalt Goddert lag an der Bahnstrecke Engers–Au (Engers-Grenzau-Ransbach/Baumbach-Siershahn-Selters-Puderbach-Altenkirchen-Au (Sieg))[10], die heute aber Personenverkehr nicht mehr aufweist.
- Der nächstgelegene Bahnhof ist der ICE-Halt Montabaur an der Schnellfahrstrecke Köln–Rhein/Main.

## Ehrenbürger
- Karl-Heinz Kohlenberg, Gemeinderatsmitglied ab 1974, Erster Beigeordneter von 1979 bis 1989 und Ortsbürgermeister von 1994 bis 2018, wurde im September 2018 für seine Verdienste zum Ehrenbürger ernannt.[9]